# Trois Souris
Ne doit pas être confondu avec Trois Souris... ou Trois Espiègles Petites Souris.
Trois Souris (Three Blind Mice) est une nouvelle policière d'Agatha Christie, adaptée d'une pièce radiophonique. Elle est à l'origine de la pièce de théâtre La Souricière et est toujours inédite au Royaume-Uni.
Initialement publiée en mai 1948 dans le journal Cosmopolitan aux États-Unis, cette nouvelle a été reprise en recueil en 1950 dans Three Blind Mice and Other Stories aux États-Unis. Elle a été publiée pour la première fois en français dans le recueil Trois Souris... en 1985.

## Personnages
- Molly Davis
- Giles Davis
- Mme Boyle
- Major Metcalf
- Christopher Wren
- M. Paravicini
- Sergent Trotter
- Inspecteur Tanner
- Maureen Lyon

## Résumé
Prologue : Maureen Lyon est assassinée à Londres.
La pension « The Monkswell Manor » va enfin ouvrir ses portes afin d'accueillir plusieurs visiteurs, sous la direction de Molly et Giles Davis, jeunes propriétaires du manoir récemment mariés.
Le jour de l'ouverture, les clients arrivent les uns après les autres, juste avant qu'une tempête de neige ne bloque la maisonnée du village.
Le lecteur fait la connaissance des différents personnages, qui ont tous un caractère affirmé. Plusieurs semblent avoir des choses à cacher sur leur vie passée.
Par téléphone, Molly et Giles sont informés par la police du comté qu'un policier, le sergent Trotter, va se présenter afin de mener une enquête.
Lorsque Molly et Giles évoquent l'arrivée prochaine du policier, chacun des résidents réagit de manière étrange.
Le sergent Trotter se présente au cottage et leur explique que l'enquête sur le meurtre de Maureen Lyon à Londres a permis de découvrir un calepin sur lequel n'étaient inscrites que deux adresses : celle de Maureen, et celle de la maison des Davis. De ce fait, la police se demande si le meurtrier n'aurait pas trouvé refuge dans la pension de famille, qu'il s'agisse de l'un des clients ou de l'un des gérants… Le meurtrier serait en lien avec un terrible drame survenu 10 ou 15 ans auparavant : trois enfants avaient été placés, en raison de l’inaptitude des parents à s'occuper d'eux, dans une famille d'accueil vivant en milieu rural. Hélas, l'un des enfants était mort de sévices commis par le fermier, et les deux autres enfants avaient été retirés en catastrophe, avec des séquelles psychologiques graves.
Le sergent Trotter laisse suggérer qu'après celui de Maureen, un ou plusieurs autres meurtres pourrai(en)t être commis par le/la déséquilibré(e) ou un membre de sa famille pour « venger » les souffrances subies par les trois enfants.
Alors que l’enquête vient juste de commencer, un meurtre est commis dans la bibliothèque de la maison : Mme Boyle est étranglée alors qu'elle écoute la radio…

## Titre
La chanson Three Blind Mice constitue la toile de fond de la nouvelle. Les « trois souris » évoquent les trois enfants, dont l'un était mort, qui avaient eu à souffrir des sévices infligés par le fermier.

## Historique
La nouvelle est une adaptation de la pièce radiophonique éponyme, jouée sur les ondes de la BBC le 26 mai 1947, à l'occasion des 80 ans de la reine Mary, veuve du roi George V. La pièce était une commande de la reine Mary à son écrivaine préférée Agatha Christie. Il n'existe aucun enregistrement de la pièce.
L'argument de base de la pièce radiophonique et de la nouvelle fut repris par Agatha Christie pour écrire sa pièce La Souricière (The Mousetrap), énorme succès du théâtre à Londres, puisque la pièce y est jouée sans interruption depuis le 25 novembre 1952 (soit plus de 27 000 représentations), après une courte tournée dans les provinces anglaises au cours des mois d'octobre et de novembre.
La nouvelle est toujours inédite au Royaume-Uni, Agatha Christie ayant demandé qu'elle ne soit publiée qu'après la dernière représentation de La Souricière.

## Publications
Avant la publication dans un recueil, la nouvelle avait fait l'objet de publications dans des revues :
- en mai 1948, aux États-Unis, dans le no 743 (no 5, vol. 124) de la revue Cosmopolitan[2] ;
- du 31 décembre 1948 au 21 janvier 1949, au Royaume-Uni, en quatre parties, dans la revue Woman's Own[2].

La nouvelle a ensuite fait partie de nombreux recueils :
- en 1950, aux États-Unis, dans Three Blind Mice and Other Stories[2] (avec huit autres nouvelles) ;
- en 1985, en France, dans Trois Souris..., dans une traduction de Maurice-Bernard Endrèbe (avec cinq autres nouvelles).